# Matteo 22

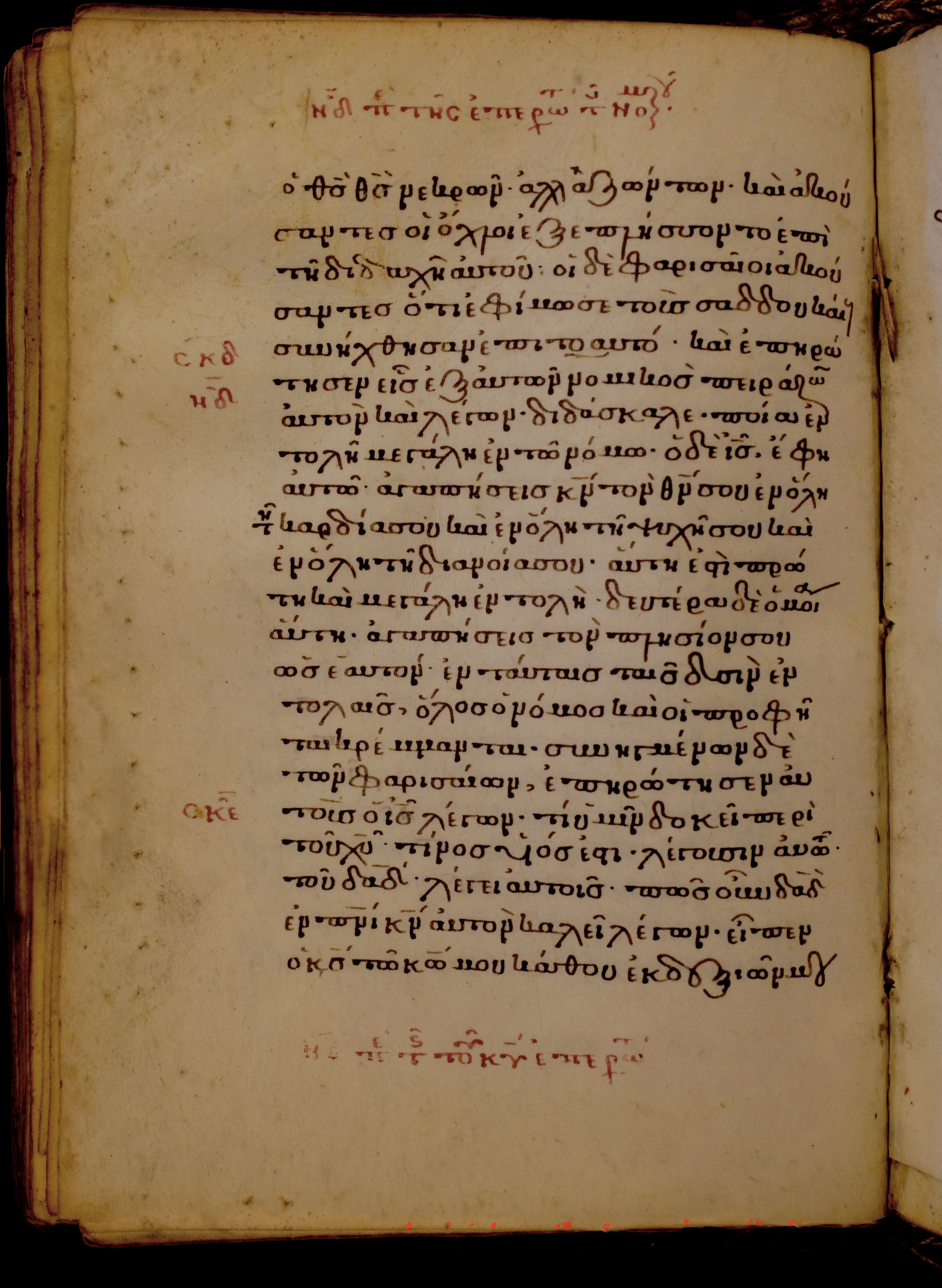
Matteo 22,32-44 sulla Minuscola 544, del XIII secolo.

Matteo 22 è il ventiduesimo capitolo del vangelo secondo Matteo nel Nuovo Testamento. In questo capitolo viene descritto il magistero di Gesù a Gerusalemme e l'inizio della parte finale del suo ministero prima della Passione. Insegnando nel tempio, Gesù entra in dibattito successivamente con farisei, erodiani e sadducei.

## Testo
Il testo originale era scritto in greco antico. Il capitolo è diviso in 46 versetti.

### Testimonianze scritte
Tra le principali testimonianze documentali di questo capitolo vi sono:
- Codex Vaticanus (325-350)
- Codex Sinaiticus (330-360)
- Codex Bezae (c. 400)
- Codex Washingtonianus (c. 400)
- Codex Ephraemi Rescriptus (c. 450)
- Codex Purpureus Rossanensis (VI secolo)
- Codex Sinopensis (VI secolo; versetti 1-7, 13-14, 32-34)

## Struttura
- Parabola del grande banchetto (22,1–14)
- Date a Cesare quello che è di Cesare e a Dio quello che è di Dio (22,15–22)
- Matrimonio alla Risurrezione (22,23–33)
- Gran Comandamento (22,34–40)
- "E' il Messia il figlio di Davide?" (22,41–46)

## Il banchetto di matrimonio (22,1–14)
Il tema caro alla teologia della sostituzione è molto forte in questa sezione, quando quanti erano stati invitati al banchetto si rifiutano e anzi fanno assassinare i messaggeri e vengono pertanto sostituiti con gente nuova, dagli angoli delle strade, sia buoni che cattivi.

### Versetto 1
Gesù riprese a parlar loro in parabole e disse:
Il biblista protestante Heinrich Meyer ha suggerito come la risposta di Gesù, fosse la sua risposta ai capi dei sacerdoti ed agli scribi che desideravano farlo arrestare nel versetto precedente.

## La tassazione dei Romani (22,15–22)
Gesù in questo passo parla anche della tassazione richiesta dai Romani agli ebrei, alla quale gli ebrei si opponevano per ragioni patriottiche; Gesù dal canto suo si scaglia contro di essa non tanto per la sua finalità quanto piuttosto perché il denario romano riportava il volto di Cesare con la scritta "figlio di Dio" e pertanto secondo lui tale comportamento era da considerare come idolatrico.

## La Risurrezione (22,23–33)
I sadducei non credevano nella vita dopo la morte, in quanto essi dicevano che nessuno dei cinque libri di Mosè ne faceva menzione, e quella era l'unica autorità nelle Scritture che essi riconoscevano come valida. Gesù discute con loro invece dicendo che nelle Scritture si trova anche il cenno alla risurrezione dopo la morte, in Esodo 3,6.

## Il Grande Comandamento (22,34–40)
La combinazione dei versetti di Deuteronomio 6,5 e Levitico 19,18 fu un'idea brillante e creativa, focalizzando i Dieci Comandamenti come fondamento della vita, ma aggiungendovi il dovere dell'"amore" che è una buona attitudine che va al di là della legge.

## 'Figlio di Davide?' (22,41–46)
Gesù stava mettendo in guardia il popolo dal giudicare il proprio ministero secondo i termini tradizionali, dal momento che egli non era li per farsi intronare come un sovrano come re Davide a Gerusalemme, ma che egli sarebbe ben presto stato messo a morte, atto dopo il quale egli non sarebbe più stato noto come Figlio di Davide, ma come "Figlio di Dio" (Matteo 27,54).